# 129026 Conormcmenamin
129026 Conormcmenamin este o planetă minoră (asteroid) din centura de asteroizi. A fost descoperită pe 15 octombrie 2004 la Mount Lemmon⁠(d) de Mount Lemmon Survey⁠(d). 
Obiectul prezintă o orbită caracterizată de o semiaxă mare de 3,1782029138188 UAi, o excentricitate de 0,09, o înclinație de 18 ° în raport cu ecliptica.